# Kenneth Lane
Kenneth Lane (Toronto, Ontário, 16 de agosto de 1923 — Toronto, Ontário, 22 de janeiro de 2010) foi um canoísta canadiano especialista em provas de velocidade.

## Carreira
Foi vencedor da medalha de prata em C-2 10000 m em Helsinquia 1952, junto com o seu colega de equipa Donald Hawgood.